# Tena Japundža
Tena Japundža (født 28. oktober 1998 i Pula, Kroatien) er en kvindelig kroatisk håndboldspiller, der spiller for RK Lokomotiva Zagreb og Kroatiens kvindehåndboldlandshold.
Hun blev udtaget til landstræner Nenad Šoštarić' trup ved EM i kvindehåndbold 2020 i Danmark, hvor hun var med til at vinde bronze.